# Bruxelles-Central
Bruxelles-Central (hollandul: Station Brussel-Centraal, franciául: Gare de Bruxelles-Central) Belgium fővárosának, Brüsszelnek a központi főpályaudvara. Az állomáson egyaránt megfordulnak a belföldi és a nemzetközi vonatok is. A nemzetközi járatok Hollandia felé biztosítanak kapcsolatot, InterCity vonatok pedig Belgium több nagyvárosával teremtenek összeköttetést.
Legközelebb a Bruxelles-Central nevű metróállomás található, melyet a Brüsszeli metró 1-es és 5-ös vonala is érint.

## Vasútvonalak
Az állomást az alábbi vasútvonalak érintik:
- észak-dél kapcsolat

## Kapcsolódó állomások
Az állomáshoz az alábbi állomások vannak a legközelebb:
- Brussels Congress (Bruxelles-Nord, Antwerpen-Centraal, Line S1)
- Brussels-Chapel vasútállomás (Déli pályaudvar, Nivelles railway station, Line S1)
- Déli pályaudvar (Braine-le-Comte railway station, Zottegem railway station, Denderleeuw railway station, Aalst railway station, Line S10, Line S2, Line S3, Line S6, Line S8)
- Bruxelles-Nord (Leuven railway station, Dendermonde railway station, Schaerbeek vasútállomás, Louvain-la-Neuve railway station, Line S2, Line S3, Line S6, Line S8, Line S10)

## Forgalom
- Intercity (IC-35) Amszterdam - Hága - Rotterdam - Roosendaal - Antwerpen - Brüsszeli repülőtér - Brüsszel
- Intercity (IC-16) Brüsszel - Namur - Arlon - Luxembourg
- Intercity (IC-01) Ostend - Bruges - Gent - Brüsszel - Leuven - Liège - Welkenraedt - Eupen
- Intercity (IC-03) Knokke/Blankenberge - Bruges - Gent - Brüsszel - Leuven - Hasselt - Genk
- Intercity (IC-05) Antwerpen - Mechelen - Brüsszel - Nivelles - Charleroi (hétköznap)
- Intercity (IC-06) Tournai - Ath - Halle - Brüsszel - Brüsszeli repülőtér
- Intercity (IC-06A) Mons - Braine-le-Comte - Brüsszel - Brüsszeli repülőtér
- Intercity (IC-11) Binche - Braine-le-Comte - Halle - Brüsszel - Mechelen - Turnhout (hétköznap)
- Intercity (IC-12) Kortrijk - Gent - Brüsszel - Leuven - Liège - Welkenraedt (hétköznap)
- Intercity (IC-14) Quiévrain - Mons - Braine-le-Comte - Brüsszel - Leuven - Liège (hétköznap)
- Intercity (IC-17) Brüsszel - Namur - Dinant (hétvége)
- Intercity (IC-18) Brüsszel - Namur - Liège (hétköznap)
- Intercity (IC-20) Gent - Aalst - Brüsszel - Hasselt - Tongeren (hétköznap)
- Intercity (IC-20) Gent - Aalst - Brüsszel - Dendermonde - Lokeren (hétvége)
- Intercity (IC-22) Essen - Antwerpen - Mechelen - Brüsszel (hétköznap)
- Intercity (IC-22) Antwerpen - Mechelen - Brüsszel - Halle - Braine-le-Comte - Binche (hétvége)
- Intercity (IC-23) Ostend - Bruges - Kortrijk - Zottegem - Brüsszel - Brüsszeli repülőtér
- Intercity (IC-23A) Bruges - Gent - Brüsszel - Brüsszeli repülőtér (hétköznap)
- Intercity (IC-23A) Gent - Brüsszel - Brüsszeli repülőtér (hétvége)
- Intercity (IC-26) Kortrijk - Tournai - Halle - Brüsszel - Dendermonde - Lokeren - Sint Niklaas (hétköznap)
- Intercity (IC-29) De Panne - Gent - Aalst - Brüsszel - Brüsszeli repülőtér - Leuven - Landen
- Intercity (IC-31) Antwerpen - Mechelen - Brüsszel (hétköznap)
- Intercity (IC-31) Antwerpen - Mechelen - Brüsszel - Nivelles - Charleroi (hétvége)
- Brüsszel RER (S1) Antwerpen - Mechelen - Brüsszel - Waterloo - Nivelles (hétköznap)
- Brüsszel RER (S1) Antwerpen - Mechelen - Brüsszel (hétvége)
- Brüsszel RER (S1) Brüsszel - Waterloo - Nivelles (Liège)
- Brüsszel RER (S2) Leuven - Brüsszel - Halle - Braine-le-Comte
- Brüsszel RER (S3) Dendermonde - Brüsszel - Denderleeuw - Zottegem - Oudenaarde (hétköznap)
- Brüsszel RER (S6) Aalst - Denderleeuw - Geraardsbergen - Halle - Brüsszel - Schaarbeek
- Brüsszel RER (S8) Brüsszel - Etterbeek - Ottignies - Louvain-le-Neuve
- Brüsszel RER antwerpen (S10) Dendermonde - Brüsszel - Denderleeuw - Aalst

## Képgaléria

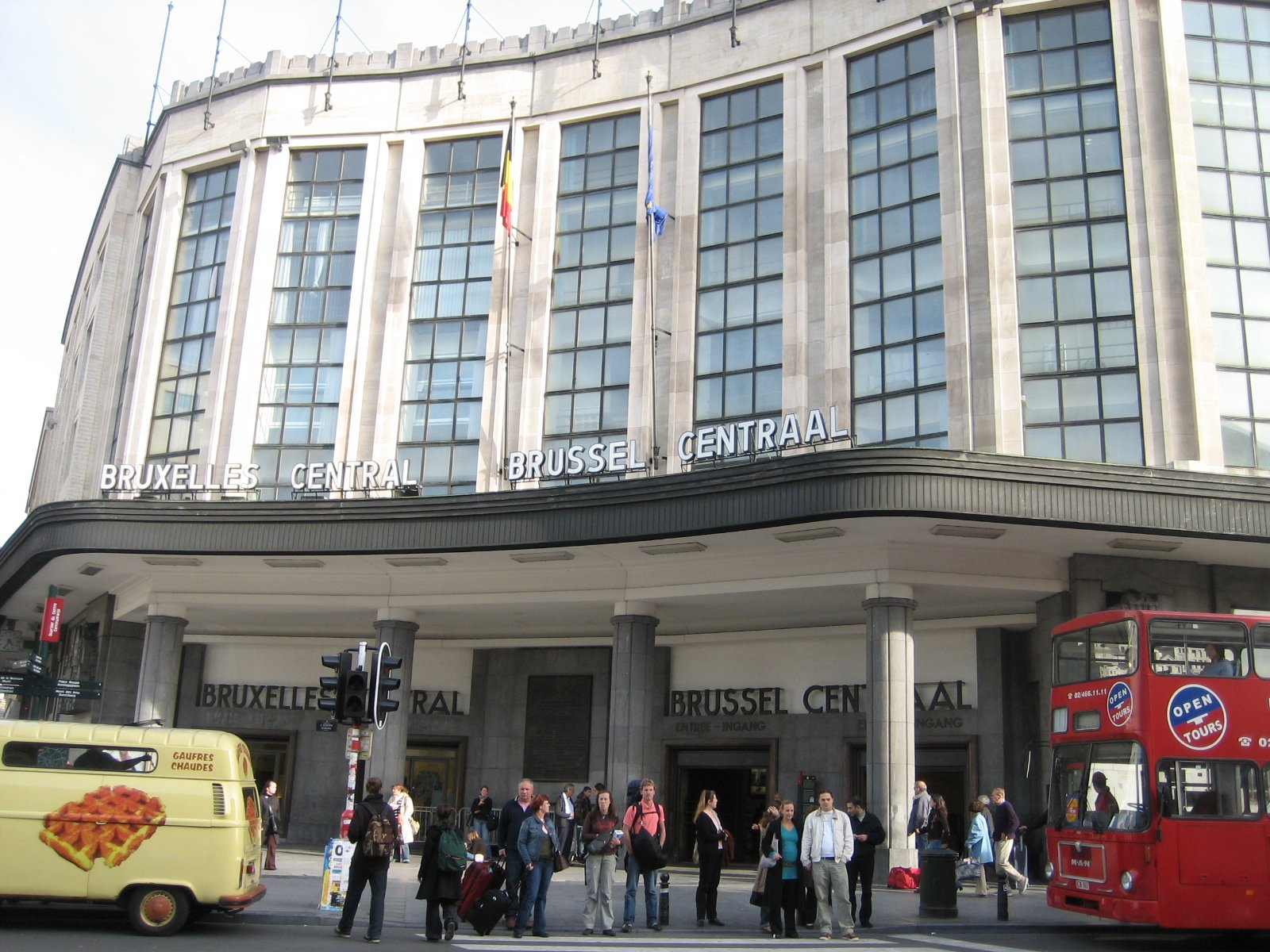
A pályaudvar bejárata
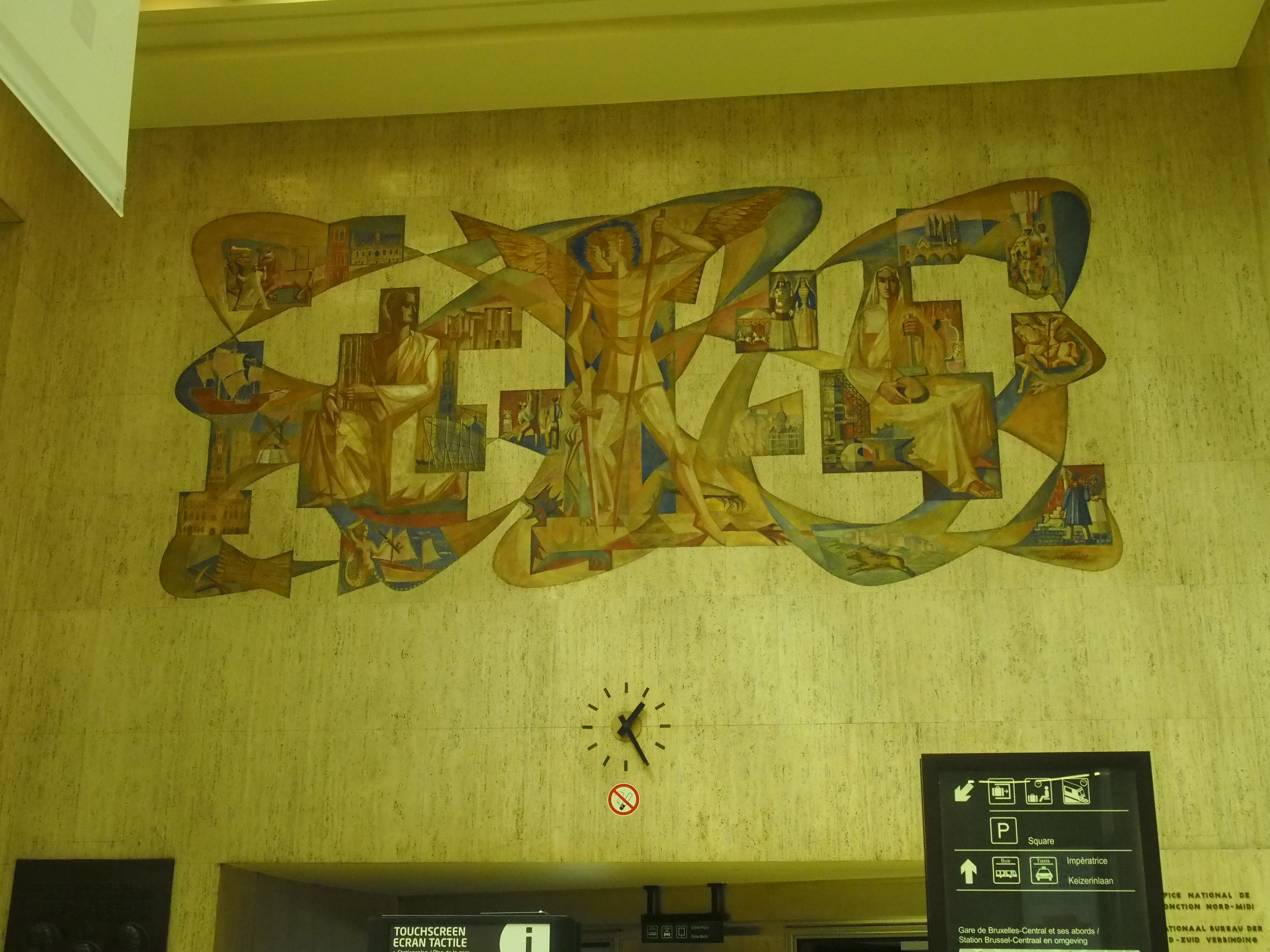
Váróterem
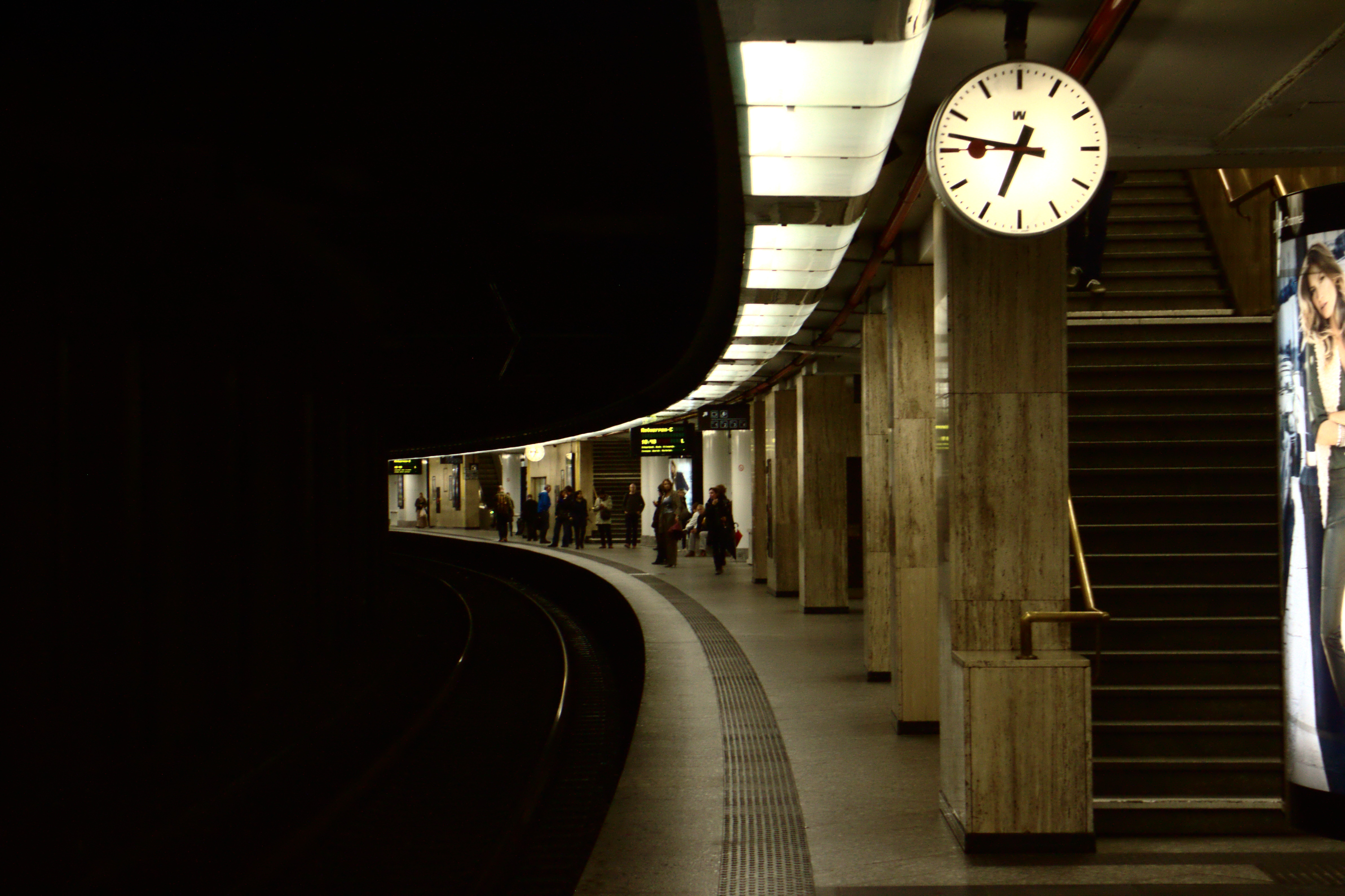
Egy peron
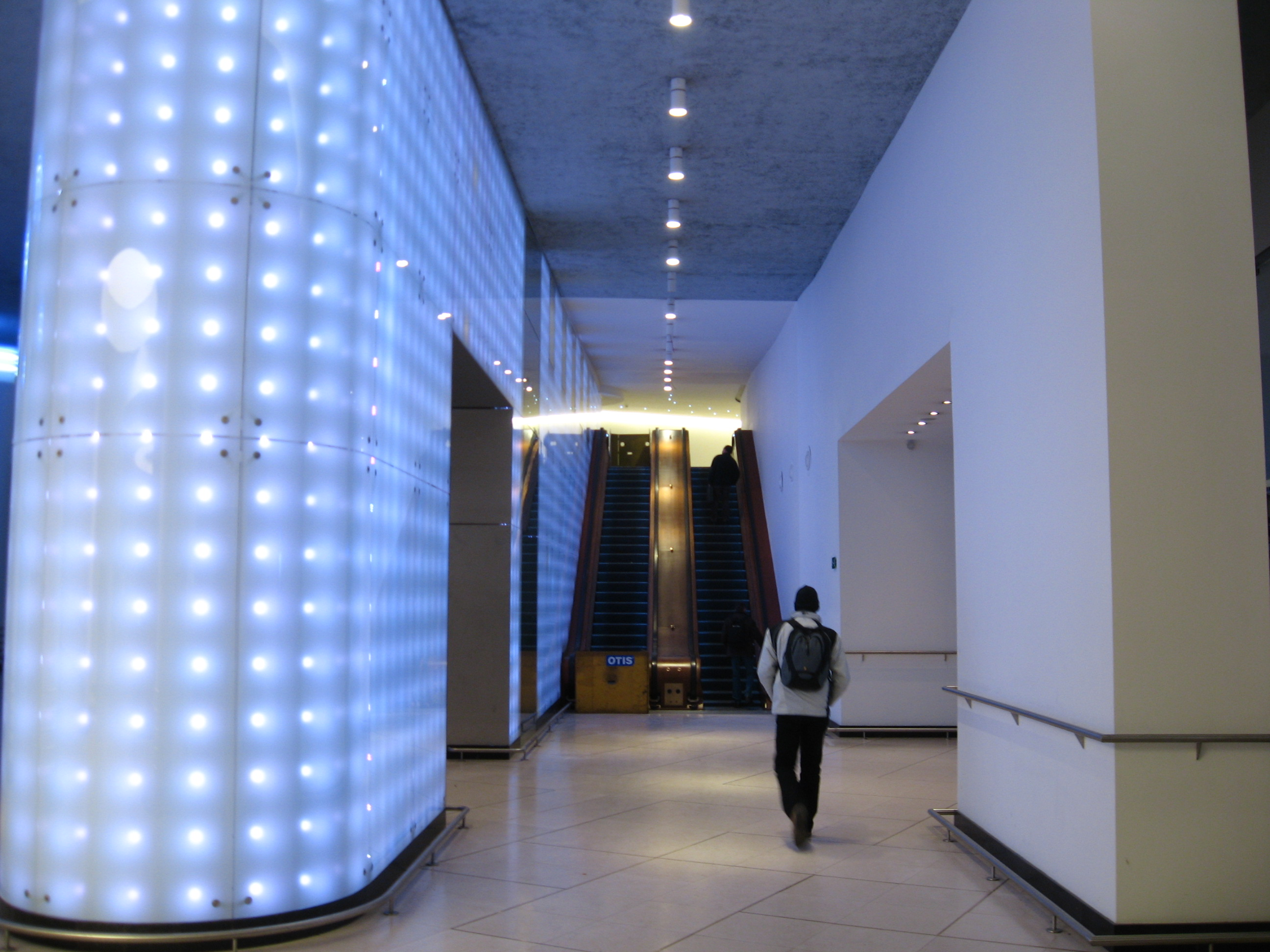
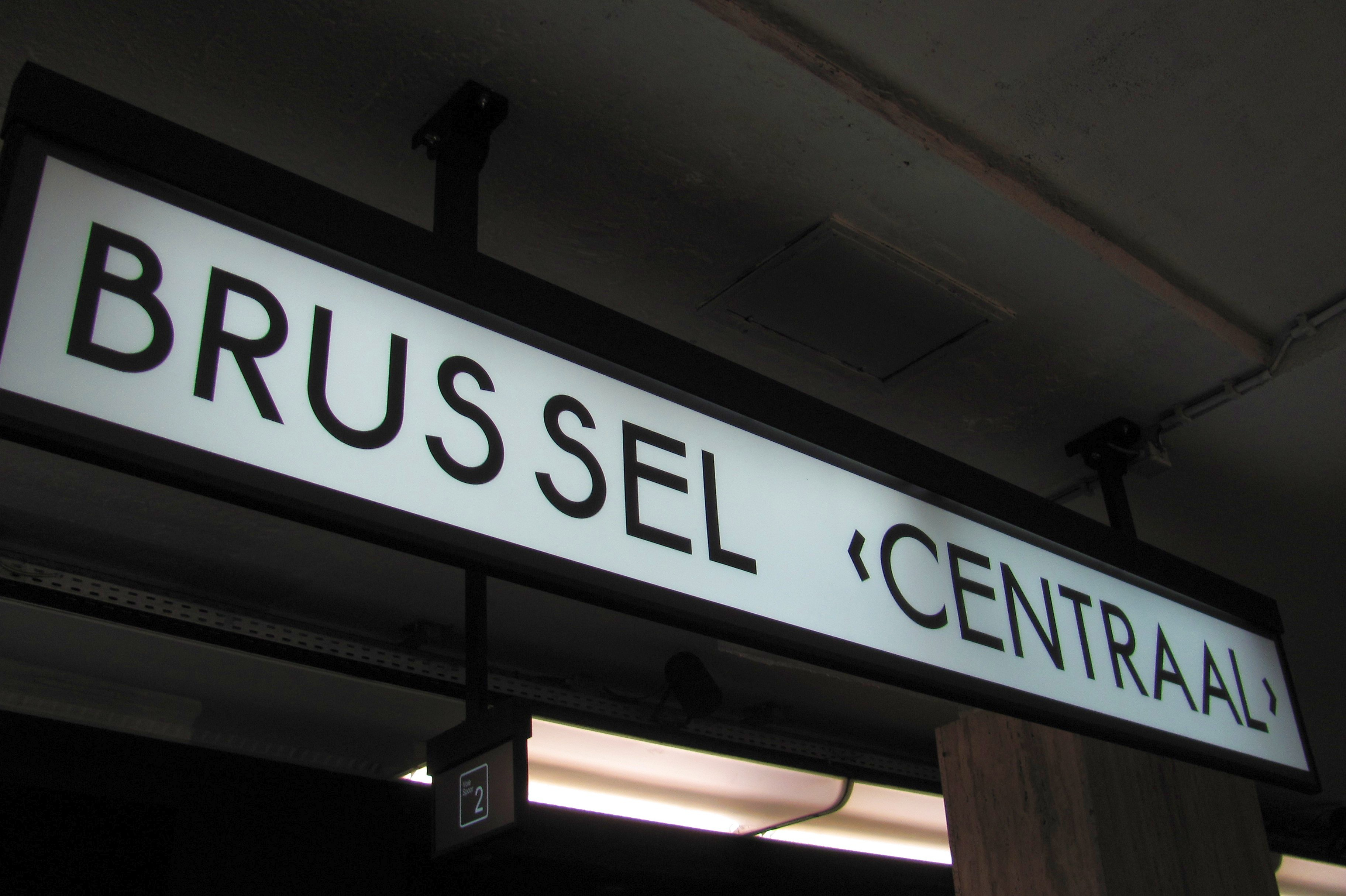
Az állomás névtáblája